# スマトラトラ
スマトラトラ（蘇門答剌虎、英名：Sumatran Tiger、学名 : Panthera tigris sumatrae）は、トラの中で最小の亜種である。また現存する亜種の中で最も南に生息し、唯一島に生息しているトラでもある。
生息域は、インドネシア国スマトラ島の熱帯モンスーン林である（下図参照）。

## 形態・特徴
- 全長：オス220～270 cm、メス200～230 cm
- 体重：オス100～140 kg、メス75～110 kg
- 頭胴長:150～180 cm
- 尾長:70～90 cm
- 形態
  - 体色はくすんでおり、黄色みがかった赤褐色（黄土色）である。
  - 縞模様は他の亜種より縞が多く黒く幅広い。肩部より後は2本ずつの束になっている。
  - オスは頬の毛や首筋のタテガミが長く伸びる。
- 食性
  - 肉食。シカやイノシシの大型草食獣からオランウータン、サルやウサギ等の小獣、クジャク等の大型鳥類、更に魚や昆虫等まで捕食する。

- その他

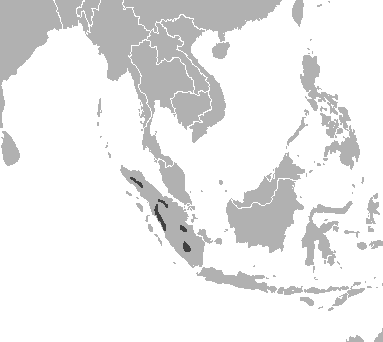
スマトラトラの生息域

  - 単独で生活をしており、森林内に広大な縄張りを作って生活をしているオスでは5000ha(50平方km)、メスでも約2000ha（20平方km）にも及ぶとされている。オスとメスでは縄張りが重なり、若干ではあるがメス同士の縄張りが重なることもある。ネコ科としては珍しく水を嫌わず、泳ぎも上手い。木登りも時々する。
  - 繁殖は妊娠期間が約100日。1回の出産で2～3匹の子を生み、授乳期間は約6ヶ月とされている。生後2歳ぐらいまでは母親と行動を共にするが3～4歳で性的に熟成し母親と離れる。
  - 寿命は野生で約15年、動物園などでの飼育下では約20年程度とされている。

## 現状と保護活動
- 野生下での生息数は300～500頭と推測されるが、詳しくは不明。
- インドネシア国では絶滅危機から守るため、1995年よりスマトラトラプロジェクトが開始され、野生での研究や保護活動などが行われている。
- WWF（世界自然保護基金）とトラフィックは、「インドネシア国に生息するスマトラトラが、違法取引の広がりと、生息地の激減によって絶滅に向かっている」と2004年03月16日に発表している。この発表によると1998年～2002年の間に、少なくても毎年50頭のスマトラトラが密猟されていると発表。これはインドネシア国内で密猟されたトラの毛皮やトラの製品を扱う市場が存在しており、更に海外へも違法取引されている事実があり対策を強化したいとあった。
- またスマトラ島における製紙会社の大規模な森林伐採の問題で生息地を脅かされている。
- 最近では2006年9月にスマトラ島などで続く森林火災によってスマトラ島南部ジャンビ州内だけで107カ所の森林火災が発生していたほか、南スマトラ州内で167カ所の森林火災が起きていることが分かった。2007年7月～8月にもリアウ州だけで火災によって森林170ヘクタール以上が焼失しており、森林火災が生態系に多大な被害を与えている。

## 画像で見る比較
この項目では、スマトラトラを左に、比較の対象を右に配置して説明をする。
スマトラトラとベンガルトラの頭部の写真を比較してみる。まず、スマトラトラの特徴の一つ、縞模様の数が多く明瞭であることと他種よりもタテガミや首筋が毛深いことが確認できる。また、上述した「2本ずつの束」も視認することができる。
スマトラトラとアムールトラの全身の写真である。アムールトラが大型のトラに分類されるのに対して、スマトラトラは最小の亜種である。アムールトラと比べて、かなり小柄なのが分かる。

## 日本での保護状況
スマトラトラは2019年10月8日現在、国内7ヶ所の動物園において、18頭が飼育展示されている。ズーストック種計画は希少動物を動物園が共同して繁殖に取り組むことで、希少動物保護・繁殖活動に貢献する上で重要な事業となっている。また、よこはま動物園ズーラシアと恩賜上野動物園において2002年11月にスマトラトラのズーストック種計画に基づき交換が行われた。
- 八木山動物公園
  - バユ（メス）、2006年9月14日イギリス、チェシントン動物園生まれ
  - ケアヒ（オス）、2008年9月15日、アメリカ(ハワイ州)、ホノルル動物園生まれ
- 恩賜上野動物園
  - インダ（メス）、2006年6月28日カナダ、トロント動物園生まれ
  - マニス（メス）、2007年2月1日インドネシア、タマンサファリ・インドネシア生まれ
  - ブラン（オス）、2013年5月21日仙台市八木山動物公園生まれ
  - ミンピ（メス）、2014年8月4日横浜市、よこはま動物園ズーラシア生まれ[1]
- よこはま動物園ズーラシア
  - ガンター（オス）、2006年5月24日アメリカ、ナショナル動物園生まれ
  - デル（メス）、2006年9月14日イギリス、チェシントン動物園生まれ
  - ラウト（メス）、2013年5月21日仙台市八木山動物公園生まれ
  - ムジュ（メス）、2019年8月19日横浜市、よこはま動物園ズーラシア生まれ
- 東山動植物園
  - アオ（オス）、2019年10月8日仙台市、八木山動物公園生まれ
- 神戸どうぶつ王国
  - アイナ（メス）、2013年5月21日仙台市八木山動物公園生まれ[2]
  - パンプ（オス）、2016年9月27日横浜市、よこはま動物園ズーラシア生まれ[3]
- わんぱーくこうちアニマルランド
  - カリ（メス）、2006年6月28日カナダ、トロント動物園生まれ
  - アカラ（オス）、2013年5月21日仙台市、八木山動物園生まれ
- 宮崎市フェニックス自然動物園
  - ファントム（オス）、2016年9月27日横浜市、よこはま動物園ズーラシア生まれ

## その他
1980年7月9日に放送されたテレビ朝日系のバラエティ番組水曜スペシャルにおいて、川口浩探検隊がスマトラトラ捕獲に挑み、成功させたという内容の番組が放送された。
この時捕獲されたスマトラトラは動物園に保護されたとされているが、詳細は不明である。